# Cercinatura
La cercinatura è un tecnica colturale utilizzata in certi contesti per controllare soprattutto piante arboree.  Essa consiste nel rimuovere gli strati esterni di una pianta (corteccia e libro) fino a raggiungere il cambio con la finalità di limitare le capacità di sviluppo e riproduzione dell'esemplare cercinato, inducendolo ad un lento e costante appassimento. Tale tecnica viene impiegata principalmente con l'intento di contrastare il diffondersi ed il proliferare di specie vegetali alloctone, quali per esempio il Prunus Serotina e l'Ailanthus. L'etimologia del termine deriva da cercine, tipico rigonfiamento del fusto di un vegetale, dovuto all'irregolare scorrimento della linfa.
Nella sezione botanica della "Storia Naturale" di Plinio il Vecchio, laddove si parla dei rimedi agrari per alleggerire una pianta e ridurne lo sviluppo eccessivo del legno e delle foglie, si riferisce la consuetudine di procedere con "la raschiatura ad anello della corteccia"; tale espediente, senza dubbio da identificare con la cercinatura, viene indicato con l'espressione latina "circumrasio corticis".